# Xã DeKalb, Quận DeKalb, Illinois
Xã DeKalb (tiếng Anh: DeKalb Township) là một xã thuộc quận DeKalb, tiểu bang Illinois, Hoa Kỳ. Năm 2010, dân số của xã này là 46.781 người.